# Raichur
Raichur (en canarès ರಾಯಚೂರು) és una ciutat i municipalitat de Karnataka, capital del districte de Raichur, prop del riu Tungabhadra, a l'Índia. La ciutat destaca per la seva fortalesa construïda per Gore Gangaya Ruddivaru el 1294, però disposa també d'algun palau, fortificacions, mesquites i temples. Consta al cens del 2001 amb una població de 205.634 habitants; el 1901 tenia 22.165 habitants. Fou teatre de la lluita entre Vijayanagar i els bahmànides de Gulbarga fins que a la decadència d'aquestos va passar als adilxàhides de Bijapur. Conquerit el sultanat per Aurangzeb el 1686, una guarnició mogol es va establir al fort de Raichur. Un palau al costat del fort fou utilitzat pels britànics com a presó. La Jama Masjid (mesquita principal) de la ciutat data de 1618.